# Кантеро, Алехандро
Алехандро Кантеро Санчес (исп. Alejandro "Álex" Cantero Sánchez; род. 8 июня 2000, Мадрид) — испанский футболист, полузащитник клуба «Тенерифе».

## Клубная карьера
Кантеро — воспитанник клубов «Брунете», «Реал Мадрид» и «Леванте». В 2019 году игрок дебютировал за дублирующий состав последнего. 30 апреля 2021 года в матче против «Сельты» он дебютировал в Ла Лиге. В 2022 году клуб вылетел из элиты, но игрок остался в команде. 12 августа в матче против «Уэски» он дебютировал в Сегунде. 27 августа в поединке против «Тенерифе» Алехандро забил свой первый гол за «Леванте».